# Jeff Porter
Pour les articles homonymes, voir Porter et Jeff Porter (homonymie).

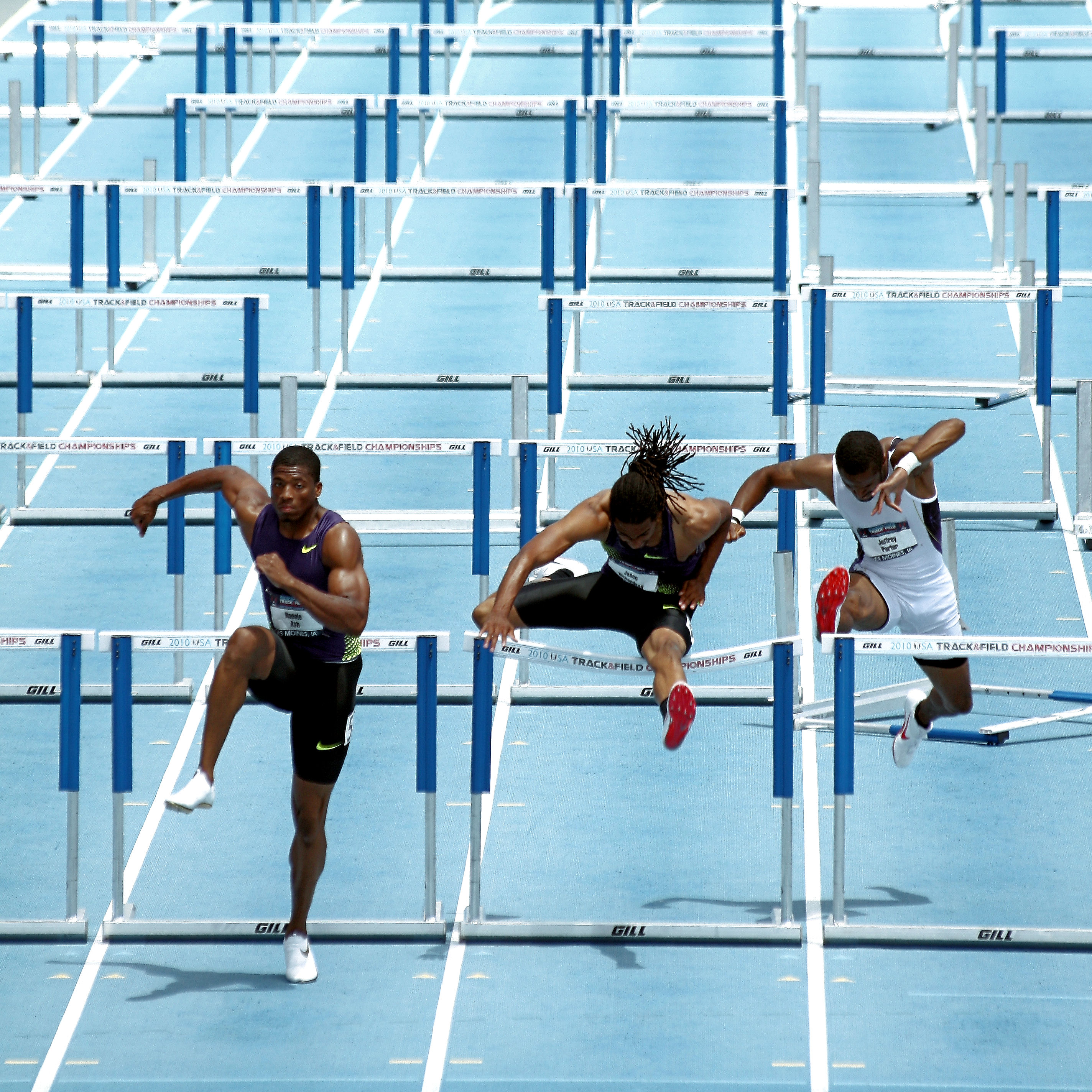
Jeff Porter court le 110 m haies en 2010, aux côtés de Ronnie Ash et Jason Richardson.

Jeffrey « Jeff » Porter (né le 25 novembre 1985) est un athlète américain, spécialiste du 110 mètres haies. Il est l'époux de la hurdler britannique Tiffany Porter.

## Biographie
En 2012, Jeff Porter obtient sa qualification pour les Jeux olympiques de Londres en terminant troisième des sélections américaines, à Eugene, derrière Aries Merritt et Jason Richardson, en devançant notamment David Oliver, quatrième seulement de l'épreuve. Crédité de 13 s 08 (+1,2 m/s), il améliore de 11/100 son record personnel réalisé lors des demi-finales.

## Records
| Épreuve     | Performance | Lieu    | Date            |
| ----------- | ----------- | ------- | --------------- |
| 60m         | 6 s 75      | Glasgow | 25 janvier 2014 |
| 110 m haies | 13 s 08     | Eugene  | 30 juin 2012    |